# ハーニー&サンズ

ハーニー&サンズ

ハーニー&サンズ（ハーニー・アンド・サンズ、英: Harney & Sons）は、ニューヨークに本店を持つアメリカのティー・ブランドである。

## 経歴
1983年、ジョン・ハーニーが創業。ブランド名が示すように、ハーニー家の家族によって経営されている。ブランド哲学は、「ユニーク&アンコモン」。紅茶をはじめ、白茶、緑茶、ハーブ等300種のフレーバーを揃えている。
英国紅茶の伝統を継承する一方、数々の斬新なオリジナル・ブレンドを発表して世界的なフレーバー・ティー・ブームの先駆けとなった。世界各地の茶園から茶葉を厳選し、全ての製品をニューヨーク郊外のミラートンの自社工場でブレンド、製造している。
フォーシーズンズ、ウォルドルフ・アストリアなど多くの有名ホテルやレストランに納入。また、英国、ロンドンの最高級ホテル、ドーチェスターのハウスティーに採用され、2007年紅茶界のオスカーと称される「アフターヌーン・ティー」賞を受賞。英国王室のロンドンの宮殿ヒストリック・ロイヤル・パレスからの依頼でHRPシリーズを製作。現在は世界47カ国で販売されており、ミラートンには「ティー・ハウス」がある。2010年、マンハッタンのソーホーにティールームをオープンし、ニューヨークの人気スポットとなっている。
日本にでは、ワンダーリリー株式会社が総代理店となり、2009年から正式に輸入開始。「ホット・シナモン・スパイス」の新鮮な味わいと共に、従来の紅茶メーカーとは一線を画す高いファッション性で注目を集めている。ディーン&デルーカ での取り扱いから始まり、デパート、ホテル、リゾート施設などへ販路を拡大し、2017年現在全国350か所で取り扱われている。
2つのウェブショップ「ハーニー&サンズ・オンラインストア」「楽天市場店」 を開設し、アマゾンでも取り扱っている。2015年4月、JR名古屋タカシマヤ内に直営店をオープンし、日本独自にペットボトルやスィーツを開発、販売している。多くの高級ブランドとのコラボレーションも発表している。

### コラボレーション
- 2014年10月12日 - 「JUJU SUPER LIVE 2014-ジュジュ苑10th Anniversary Special」コンサートグッズ、サシェサンプラー
- 2014年4月 - 「メルセデス・ベンツ」ノベルティー、サンプラー・オリジナル・パッケージ
- 2013年6月から - 「ディーン&デルーカ」オリジナルブレンドティー“Tokyo Breakfast”発売
- 2013年3月から - 「ハドソン・マーケット・ベーカリー」オリジナルビスコッティ発売
- 2012年10月12日 - 「ルイ・ヴィトン・シティガイド2013」の発表に際し、オリジナルブレンド茶を創作。TSUTAYA代官山、ルイヴィトン期間限定ギャラリーにて展開。

### オリジナル・ヒット商品
- 2016年1月から - ティー・ フィナンシェ、茶葉を練り込んだオリジナルフィナンシェ。
- 2015年11月 - ティー・クッキー、ニューフレーバー「HOLIDAY TEA COOKIES」
- 2014年2月 - ティー・クッキー、オリジナル 4種類で展開。ハウス型のパッケージ。
- 2013年8月〜2013年11月 - PET BOTTLE、日本限定のペットボトル、ナチュラル・ローソン等で販売。

### イベント・ケータリング
- 2016年5月 - ルイヴィトン美術館@紀尾井町 Tea & Teaカクテル イベント
- 2016年5月 - エメリック・ハーニー来日、ティー・セミナー開催 DEAN&DELUCA六本木店、たまプラーザ店、JR名古屋高島屋H&S、伊勢丹メンズ館 チャーリーバイス
- 2015年9月〜2015年12月 - COACH、VIPやお客様へのノベルティー
- 2015年7月2日 - 4th of July 名古屋アメリカ領事館、アイスティーをサーブ、オリジナル
- 2015年7月2日 - 4th of July アメリカ大使館、アイスティー・サーブ
- 2015年6月 - BEAMS内覧会、アイスティー・サーブ。ノベルティー。
- 2014年10月 - 「ハリー・ウインストン」ブライダル・フェアー、ケイタリング、ティー&クッキー
- 2013年8月29日 - 東京ステーション・ホテル、「ルイ・ヴィトン」インルーム・アメニティー
- 2012年11day=1 - シャングリラ・ホテル、ソーホー店長、エメリック・ハーニー来日、アフタヌーン・ティー ・レッスン開催[7]

### その他イベント
- 2016年7月 & 2016年11月 - TED Tokyo
- 2016年2月 - Audi長野、東信、松本、バレンタイン・フェア 来場者へのプレゼント
- 2016年3月 - Junhashimoto（内覧会サーブ）
- 2015年12月 - JOSEPHお客様ノベルディ―として
- 2015年12月 - SKINWEAR イベントにてティー・サーブ
- 2015年8月 - Tods イベントにてティー・サーブ
- 2015年8月 - Tweed Run イベントにてティー・サーブ
- 2014年10月 - TAE ASHIDA 春夏コレクション ノベルティー
- 2014年7月27日 - ヴィッセル神戸ホームゲームVIP専用 Bellwood（ロケバス）
- 2014年7月4日 - アメリカ大使館、アメリカ独立記念日パーティー
- 2014年7月 - Caban Tomorrowland 海の家
- 2014年5月5日〜2014年5月6日 - ヒルサイドパントリー代官山
- 2013年12月12日 - 東京ミッドタウンブロガーイベント
- 2013年12月 - 六本木ヒルズハリウッドビューティー
- 2013年10月24日〜2013年10月26日 - LANVIN en Blue 展示会
- 2013年10月20日 - Roppongi Hills club event

### 主な取扱い店舗・催事
Shop・Hotel・Restaurant
- JR名古屋タカシマヤ（直営店）
- DEAN & DELUCA 全店（29店舗）
- THE CONRAN SHOP 全店（7店舗）
- バーニーズ・ニューヨーク（銀座店除・4店舗）
- 伊勢丹新宿
- 銀座三越
- 松屋銀座
- ザ・ペニンシュラ東京
- コンラッド東京
- グランドハイアット オークドア
- 六本木ヒルズクラブ
- オークウッドレジデンス
- Bijuu
- シギラベイサイドスイートアラマンダ
- ガーデンテラス長崎 ホテル&リゾート
- 吟遊
- ヒルトン名古屋
- 品川プリンスホテル さくらタワー
- トレーダーヴィックス（ホテルニューオータニ東京）
- ザ・キャピトルホテル 東急
- セレスティンホテル
- Mercedes-Benz Connection UPSTAIRS
- INTERSECT by Lexus
- HUDSON MARKET BAKERY
- Magnolia Bakery
- Patisserie L'Enfant
- アンリ・シャルパンティエ 銀座店
- Sarabeth's 全店
- IVY PLACE
- Crisscross
- CABAN
- ベリーニベリーニ
- Doncicco
- Orange
- Jean Georges Tokyo
- CEDROS
- 渋谷イングレディブル
- Streamer Coffee Company
- MERCER CAFE Ebisu
- TAKAMURA Wine & Coffee Roasters
- & ima cafe
- CONNEL COFFEE
- FARMSHOP
- ガーデンクラフツ 代官山
- SHARE PARK CAFE 日本橋
- 文明堂カフェ 銀座店
- Softree 代官山店
- Ukafe
- MARNI FLOWER CAFE
- The33 Tea& bar
- TED Tokyo
- Mizuki Spa & Fitness コンラッド東京
- 宝塚大劇場
- TEETER TOTTER
- FRESCA
- GLADD
- THE PARK
- アロボ 広尾
- Oisix
- 十勝ヒルズ
- Francfranc
- Jill Stuart
- Chalie Vice
- 伊東屋
- アフタヌーンティー ギフト&リビング
- エルムタージュ
- CPCM
- SATURDAYS SURF
- GOUACHE
- FLEX GALLERY